# Jozef Šarman
Jozef Šarman, také maďarsky Jozef Sármany, (7. března 1937, Báč – 12. března 2016, Vinosady) byl slovenský fotbalista, útočník.

## Fotbalová kariéra
V československé lize hrál za Spartak Hradec Králové, s nímž získal roku 1960 historický titul mistra, jediný v dějinách klubu a první, který v československé lize putoval mimo Prahu a Bratislavu. Nastoupil ve 2 ligových utkáních. Po skončení vojenské služby se vrátil na Slovensko a usadil se v Pezinku, kde hrál za místní Lokomotívu Pezinok divizi jako levý obránce.

## Ligová bilance
| Ročník                                   | Zápasy | Góly | Klub                   |
| ---------------------------------------- | ------ | ---- | ---------------------- |
| 1. československá fotbalová liga 1959/60 | 2      | 0    | Spartak Hradec Králové |
| CELKEM                                   | 2      | 0    |                        |